# Marínino
Marínino (en rus: Маринино) és un poble del krai de Krasnoiarsk, a Rússia, que en el cens del 2010 tenia 686 habitants. Pertany al districte de Kuràguino.